# Licuala cabalionii
Licuala cabalionii är en enhjärtbladig växtart som beskrevs av John Leslie Dowe. Licuala cabalionii ingår i släktet Licuala och familjen Arecaceae.
Artens utbredningsområde är Vanuatu. Inga underarter finns listade i Catalogue of Life.